# Quello strano cane... di papà
Quello strano cane... di papà (The Shaggy D.A.) è un film del 1976 diretto da Robert Stevenson e prodotto dalla Walt Disney. Fra gli attori, Dean Jones, Suzanne Pleshette, Tim Conway, Iris Adrian.
È il seguito di Geremia, cane e spia, prodotto sempre dalla Disney 17 anni prima ed ha avuto un sequel televisivo nel 1987.

## Trama
Un giovane avvocato (che altri non è se non il ragazzo del precedente film, ormai cresciuto), dopo essere stato derubato due volte di seguito da ladri di appartamento, decide di candidarsi alla carica di procuratore distrettuale, per sconfiggere il corrotto procuratore in carica, il quale è in combutta con un boss della malavita. Tuttavia, improvvisamente inizia a trasformarsi in un cane, dopo che è stato rubato l'anello dei Borgia, il cui potere magico è in grado di procurare questa trasformazione. Con l'aiuto di un gelataio, riuscirà a spuntarla.